# Li Dong-woon
Li Dong-woon ((리동운?, 李東雲?); Pyongyang, 4 luglio 1945) è un ex calciatore nordcoreano, di ruolo attaccante.

## Carriera
Rappresentò la sua nazione ai mondiali di Inghilterra del 1966; segnò la sua prima rete della competizione nei quarti di finale contro il Portogallo.